# Libertà (lista elettorale)
Libertà è una lista elettorale antisistema e euroscettica italiana fondata da Cateno De Luca, incentrata su Sud chiama Nord e comprendente altri partiti minori; è stata lanciata nell'aprile 2024 a Roma, con l'obiettivo di partecipare alle elezioni del Parlamento europeo del 2024.
La stessa coalizione ha presentato una propria lista anche alle elezioni regionali in Piemonte dello stesso anno, in cui ha sostenuto l'avvocato Alberto Costanzo, piazzatosi ultimo con l'1%.

## Storia
Dopo aver preannunciato, in occasione dell’assemblea nazionale di Sud chiama Nord del 2-3 marzo, il lancio di una lista denominata "Libertà" assieme ad altre forze politiche, civiche ed euroscettiche in vista delle europee di giugno, nelle settimane seguenti Cateno De Luca annuncia gli accordi con diverse forze politiche: Partito Popolare del Nord (poi ritiratosi), Movimento per l'Italexit (neonata formazione composta da ex dirigenti e coordinatori regionali di Italexit), i Civici in Movimento di Sergio Pirozzi (ex sindaco di Amatrice ed ex consigliere regionale del Lazio), Popolo Veneto, Rassemblement Valdôtain (movimento valdostano che conta 4 consiglieri che hanno lasciato la Lega e che presenta una lista collegata a Libertà), il Capitano Ultimo, l’animalista Enrico Rizzi, l'ex deputata per il M5S e testimone di giustizia Piera Aiello, Partito Moderato d'Italia dell'imprenditore Paolo Silvagni, Noi Agricoltori & Pescatori di Luana Guazzetti e Mauro Beccari con presidente il giornalista d’inchiesta Francesco Amodeo, Grande Nord, Vita, Insieme Liberi (già lista elettorale che si era presentata alle elezioni regionali in Friuli Venezia-Giulia del 2023 e ora confederazione di sigle guidata dal consigliere comunale di Trieste Ugo Rossi), Partito Pensionati + Salute, Fronte Verde di Vincenzo Galizia di cui fa parte il consigliere regionale delle Marche Giacomo Rossi, Sovranità di Marco Mori (ex CasaPound, Italexit e poi Indipendenza!), Il Popolo della Famiglia, Progresso Sostenibile (poi ritiratosi), Noi Ambulanti Liberi di Irene Fabietto, il Vero Nord (movimento d’ispirazione leghista) oltre alla Sicilia Vera dello stesso Cateno De Luca, ai Liberalsocialisti per l’Italia di Antonino Di Stefano e Centro di Fabrizio Manfredini (questi ultimi due non presenti nel simbolo). La lista viene ufficialmente lanciata il 6 aprile al Teatro Quirino di Roma davanti a circa 1.200 persone e alla presenza dei rappresentanti delle forze che hanno deciso di aderire. I candidati di tutte le circoscrizioni invece vengono presentati tra il 16 e il 20 aprile con Cateno De Luca e Laura Castelli che sono capilista in tutta Italia.
Dopo alcune settimane di negoziati, tra il 20-21 marzo Democrazia Sovrana Popolare di Marco Rizzo rifiuta di aderire alla lista a causa della presenza delle forze autonomiste e federaliste, contemporaneamente anche Indipendenza! di Gianni Alemanno rifiuta di aderire giudicando come insufficiente e troppo moderata la proposta di Cateno De Luca sui temi della lotta contro il neoliberismo e l'Unione europea. Il 31 marzo l'ex Ministro leghista Roberto Castelli leader di Partito Popolare del Nord, che era stato il primo ad aderire alla lista, abbandona il progetto citando come motivazione la diffida ed i possibili problemi legali da parte di Italexit che nel frattempo aveva avviato un contenzioso ai danni del neonato Movimento per l'Italexit a causa del nome da questi utilizzato.
La lista alle elezioni raccoglie poco meno di 300.000 voti (contando anche la lista collegata di Rassemblement Valdôtain) pari all'1,28% e non supera la soglia di sbarramento del 4%; in particolare De Luca è il più votato della lista con 83.000 preferenze in tutta Italia (di cui circa 70.000 solo in Sicilia) seguito da Laura Castelli (36.000), Francesco Amodeo (20.000), Sara Cunial (16.000), Enrico Rizzi (14.000) e Capitano Ultimo (6.700) tra gli altri.
Libertà si presenta come lista anche alle regionali in Piemonte di giugno con candidato Alberto Costanzo, avvocato di Casale Monferrato che nel 2019 aveva corso per la carica di sindaco sostenuto da CasaPound e Nuove Voce Civica arrivando ultimo; tra gli aderenti alla lista per le europee sostengono la corsa di Costanzo Sud chiama Nord, Grande Nord, Movimento per l’Italexit, Popolo della Famiglia, Partito Pensionati + Salute, Vita, Insieme Liberi e in più Noi Popolo Unito, comitato di cui lo stesso avvocato è portavoce. Costanzo raccoglie pero solo l'1,15% non entrando in consiglio regionale.
Alle comunali Libertà si presenta a sostegno dell'ex leghista Michael Immovilli a Verbania insieme a Grande Nord e Nuova Verbania (1,7%), dell'uscente del Movimento 5 Stelle Roberto Gambino a Caltanissetta (2,5%), dell'uscente Filippo Tripoli a Bagheria (3,6%), di Terenziano Di Stefano a Gela (0,20%), di Salvatore Ficili a Castelvetrano (4,3%), di Nino Vitale a Cinisi (4,3%), di Filippo Parello con il M5S a Monreale (4,8%) e di Antonio Pitruzzella a Campobello di Licata all’interno della lista Pitruzzella Sindaco insieme a PD, M5S e UdC (32%).
Cateno De Luca ha definito "deludente" il risultato delle Elezioni europee dichiarando di volersi concentrare sulla Sicilia ripartendo dal numero di preferenze ottenuto dalla sua persona e dichiarandosi favorevole alle primarie per un ipotetico fronte di opposizione unitario contro il centro-destra con le forze del centro-sinistra ponendo di fatto fine all'esperienza elettorale di Libertà.

## Composizione
| Partiti | Partiti                     | Ideologia principale      | Leader              |
| ------- | --------------------------- | ------------------------- | ------------------- |
|         | Sud chiama Nord             | Meridionalismo            | Cateno De Luca      |
|         | Grande Nord                 | Indipendentismo padano    | Roberto Bernardelli |
|         | Popolo Veneto               | Regionalismo              | Vito Comencini      |
|         | i Civici in Movimento       | Civismo                   | Sergio Pirozzi      |
|         | Noi Agricoltori & Pescatori | Ruralismo                 | Francesco Amodeo    |
|         | Noi Ambulanti Liberi        | Tutela degli ambulanti    | Irene Fabietto      |
|         | Partito Pensionati + Salute | Tutela dei pensionati     | Giacinto Boldrini   |
|         | Sovranità                   | Sovranismo                | Marco Mori          |
|         | il Vero Nord                | Federalismo               | -                   |
|         | Il Popolo della Famiglia    | Conservatorismo sociale   | Mario Adinolfi      |
|         | Vita                        | Antivaccinismo            | Sara Cunial         |
|         | Fronte Verde                | Ambientalismo             | Vincenzo Galizia    |
|         | Insieme Liberi              | Antisistema               | Ugo Rossi           |
|         | Partito Moderato d'Italia   | Cristianesimo democratico | Paolo Silvagni      |
|         | Movimento per l'Italexit    | Euroscetticismo           | Giampaolo Bocci     |
|         | Rassemblement Valdôtain     | Regionalismo              | Stefano Aggravi     |

## Risultati elettorali
| Elezione     | Voti    | %    | Seggi  |
| ------------ | ------- | ---- | ------ |
| Europee 2024 | 285 766 | 1,22 | 0 / 76 |